# Canton de Montignac
Le canton de Montignac est une ancienne division administrative française située dans le département de la Dordogne, en région Aquitaine.
Avec le redécoupage cantonal de 2014, Montignac, renommé Montignac-Lascaux en 2020, est devenu le bureau centralisateur du canton de la Vallée de l'Homme.

## Historique
Le canton de Montignac est l'un des cantons de la Dordogne créés en 1790, en même temps que les autres cantons français. Il a d'abord été rattaché au district de Montignac avant de faire partie de l'arrondissement de Sarlat, renommé en arrondissement de Sarlat-la-Canéda en 1965.

### Redécoupage cantonal de 2014-2015
Par décret du 21 février 2014, le nombre de cantons du département est divisé par deux, avec mise en application aux prochaines élections départementales prévues en mars 2015. Le canton de Montignac est supprimé à cette occasion. Treize de ses quatorze communes sont rattachées au canton de la Vallée de l'Homme (bureau centralisateur : Montignac), et la dernière (Auriac-du-Périgord) au canton du Haut-Périgord Noir (bureau centralisateur : Thenon).

## Géographie
Ce canton était organisé autour de Montignac dans l'arrondissement de Sarlat-la-Canéda. Son altitude variait de 60 m (Peyzac-le-Moustier) à 304 m (Rouffignac-Saint-Cernin-de-Reilhac) pour une altitude moyenne de 153 m.

## Représentation

### Conseillers généraux de 1833 à 2015
Avant 1833, les conseillers généraux étaient désignés, et ne représentaient pas un canton déterminé.
| Période | Période          | Identité                            | Étiquette                      | Qualité |
| ------- | ---------------- | ----------------------------------- | ------------------------------ | --- |
| 1833    | 1848             | Joseph Mérilhou                     |                                | Conseiller à la Cour de cassation Pair de France Ancien garde des Sceaux (1830)                                       |
| 1848    | 1855             | Antoine Henri Labrousse de Bosredon |                                | Juge de paix , maire de Montignac                                                                                     |
| 1855    | 1873 (démission) | Baron Bernard du Cluzeau de Clérant |                                | Maire de Valojoulx |
| 1873    | 1874             | Antoine Louis Mazel                 | Républicain                    | Docteur en médecine Maire de Montignac                                                                                |
| 1874    | 1880             | Théodore Monégier du Sorbier        | Droite                         | Avocat, maire de Montignac                                                                                            |
| 1880    | 1895             | Jean Roger                          | Républicain modéré Indépendant | Avocat Chef du contentieux de la Compagnie d'Orléans Député (1880-1885) Sénateur (1885-1901)                          |
| 1895    | 1898             | Louis Daurios                       | Républicain                    | Notaire - Maire de Montignac, conseiller d'arrondissement                                                             |
| 1898    | 1904             | Marc de Molènes                     | Républicain                    | Avocat |
| 1904    | 1910             | Jean Dalbavie                       | Rad                            | Avocat Maire de Saint-Léon-sur-Vézère, conseiller d'arrondissement                                                    |
| 1910    | 1928             | Edmond Roger                        | Républicain                    | Préfet honoraire, Rouffignac                                                                                          |
| 1928    | 1934 (décès)     | Marc de Molènes                     | PRS                            | Avocat à Paris Député (1932-1934) Propriétaire à Plazac                                                               |
| 1934    | 1940             | Yvon Delbos                         | Rad                            | Journaliste - Député (1924-1940) Ministre (1925 et 1936-1938), ancien conseiller d'arrondissement du canton de Carlux |
|         |                  |                                     |                                | |
| 1942    | 1945             | Émile Lasjunias                     | Rad.                           | Industriel Conseiller d'arrondissement, maire de Montignac Nommé conseiller départemental en 1942                     |
|         |                  |                                     |                                | |
| 1945    | 1949             | Eugène Raymond                      | PCF                            | Médecin à Montignac Adjoint au maire de Montignac                                                                     |
| 1949    | 1973             | Marcel Carbonnières                 | SFIO puis PS                   | Agriculteur Maire de Valojoulx                                                                                        |
| 1973    | 1979             | Eugène Raymond                      | PCF                            | Docteur en médecine Adjoint au Maire de Montignac                                                                     |
| 1979    | 1998             | Jean Burg                           | PS                             | Agriculteur retraité Maire d'Aubas (1953-2001)                                                                        |
| 1998    | 2004             | Jean Mazel                          | DVD                            | Vétérinaire à la retraite Conseiller municipal de Montignac                                                           |
| 2004    | 2015             | Jacques Cabanel                     | PS                             | Directeur d'école à la retraite Ancien maire de Montignac (1972-2001)                                                 |

### Conseillers d'arrondissement (de 1833 à 1940)
| Période                                  | Période          | Identité                         | Étiquette          | Qualité |
| ---------------------------------------- | ---------------- | -------------------------------- | ------------------ | --- |
| Les données manquantes sont à compléter. |                  |                                  |                    | |
| 1833                                     | 1848             | Jérôme Labrousse de Bosredon     |                    | Maire de Montignac, juge de paix du canton                                                                  |
| 1848                                     | 1852             | François Louis Coyral Lapradelie |                    | Propriétaire du château, maire de Rouffignac, ancien capitaine de la Garde nationale                        |
| 1852                                     | 1859 (décès)     | Louis-Martin Mérilhou            |                    | Médecin, maire de Montignac (1855 à 1857)                                                                   |
| 1859                                     | 1874             | François Louis Coyral Lapradelie |                    | Propriétaire du château, maire de Rouffignac, ancien capitaine de la Garde nationale                        |
| 1874                                     | 1877             | M. Bosredon                      |                    | |
| 1877                                     | 1883             | Pierre-Paul d'Anglars            |                    | Lieutenant-colonel de cavalerie en retraire, propriétaire du château du Planchat à Montignac                |
| 1883                                     | 1889             | Marcel Fonbelle                  | Républicain        | Propriétaire                                                                                                |
| 1889                                     | 1895             | Louis Daurios                    | Républicain        | Notaire - Maire de Montignac                                                                                |
| 1895                                     | 1898 (démission) | M. Andrieux                      | Républicain        | |
| 18 sept. 1898                            | 1901             | Léon Debet                       |                    | Maire d'Aubas                                                                                               |
| 1901                                     | 1907             | Jean Dalbavie                    | Rad                | Avocat, maire de Saint-Léon-sur-Vézère                                                                      |
| 1907                                     | 1919             | M. Boussarie                     | Républicain modéré | Négociant à Montignac                                                                                       |
| 1919                                     | 1931             | Eugène François                  | Radical            | Assureur-conseil, conseiller du commerce extérieur, maire de Thonac, propriétaire à Paris                   |
| 1931                                     | 1940             | Émile Lasjunias                  | Radical            | Industriel, maire de Montignac                                                                              |
| 1940                                     |                  |                                  |                    | Les conseils d'arrondissement ont été suspendus par la loi du 12 octobre 1940 et n'ont jamais été réactivés |

Sources : "Annuaires et calendriers 1789-1842 " sur le site des archives départementales de la Dordogne. https://archives.dordogne.fr/r/72/fonds-imprimes/annuaires-et-calendriers?arko_default_6076b1c79b335--ficheFocus=

## Composition
Le canton de Montignac regroupait quatorze communes et comptait 8 821 habitants (population municipale) au 1er janvier 2011.
| Communes                           | Population (2012) | Code postal | Code Insee |
| ---------------------------------- | ----------------- | ----------- | ---------- |
| Aubas                              | 621               | 24290       | 24014      |
| Auriac-du-Périgord                 | 421               | 24290       | 24018      |
| La Chapelle-Aubareil               | 496               | 24290       | 24106      |
| Fanlac                             | 134               | 24290       | 24174      |
| Les Farges                         | 321               | 24290       | 24175      |
| Montignac                          | 2 794             | 24290       | 24291      |
| Peyzac-le-Moustier                 | 183               | 24620       | 24326      |
| Plazac                             | 703               | 24580       | 24330      |
| Rouffignac-Saint-Cernin-de-Reilhac | 1 579             | 24580       | 24356      |
| Saint-Amand-de-Coly                | 404               | 24290       | 24364      |
| Saint-Léon-sur-Vézère              | 414               | 24290       | 24443      |
| Sergeac                            | 223               | 24290       | 24531      |
| Thonac                             | 256               | 24290       | 24552      |
| Valojoulx                          | 272               | 24290       | 24563      |

## Démographie
| 1975  | 1982  | 1990  | 1999  | 2006  | 2011  | 2012  |
| ----- | ----- | ----- | ----- | ----- | ----- | ----- |
| 7 530 | 7 796 | 7 963 | 8 289 | 8 645 | 8 821 | 8 822 |